# Tekkeköy (Denizli)
Tekkeköy ist ein Dorf im Landkreis Tavas der türkischen Provinz Denizli. Tekkeköy liegt etwa 32 km südöstlich der Provinzhauptstadt Denizli und 14 km östlich von Tavas. Tekkeköy hatte laut der letzten Volkszählung 355 Einwohner (Stand Ende Dezember 2010).